# Пентасамарийтригаллий
Пентасамарийтригаллий — бинарное неорганическое соединение, интерметаллид
самария и галлия
с формулой Ga3Sm5,
кристаллы.

## Получение
- Сплавление стехиометрических количеств чистых веществ:

{\displaystyle {\mathsf {5Sm+3Ga\ {\xrightarrow {970^{o}C}}\ Ga_{3}Sm_{5}}}}

## Физические свойства
Пентасамарийтригаллий образует кристаллы
тетрагональной сингонии, пространственная группа I 4/mcm, параметры ячейки a = 0,77796 нм, c = 1,428 нм, Z = 4,
структура типа триборида пентахрома Cr5B3
.
Соединение образуется по перитектической реакции при температуре 970 °C
.